# Campnosperma auriculatum
Campnosperma auriculatum là một loài thực vật có hoa trong họ Đào lộn hột. Loài này được (Blume) Hook.f. mô tả khoa học đầu tiên năm 1876.

## Hình ảnh

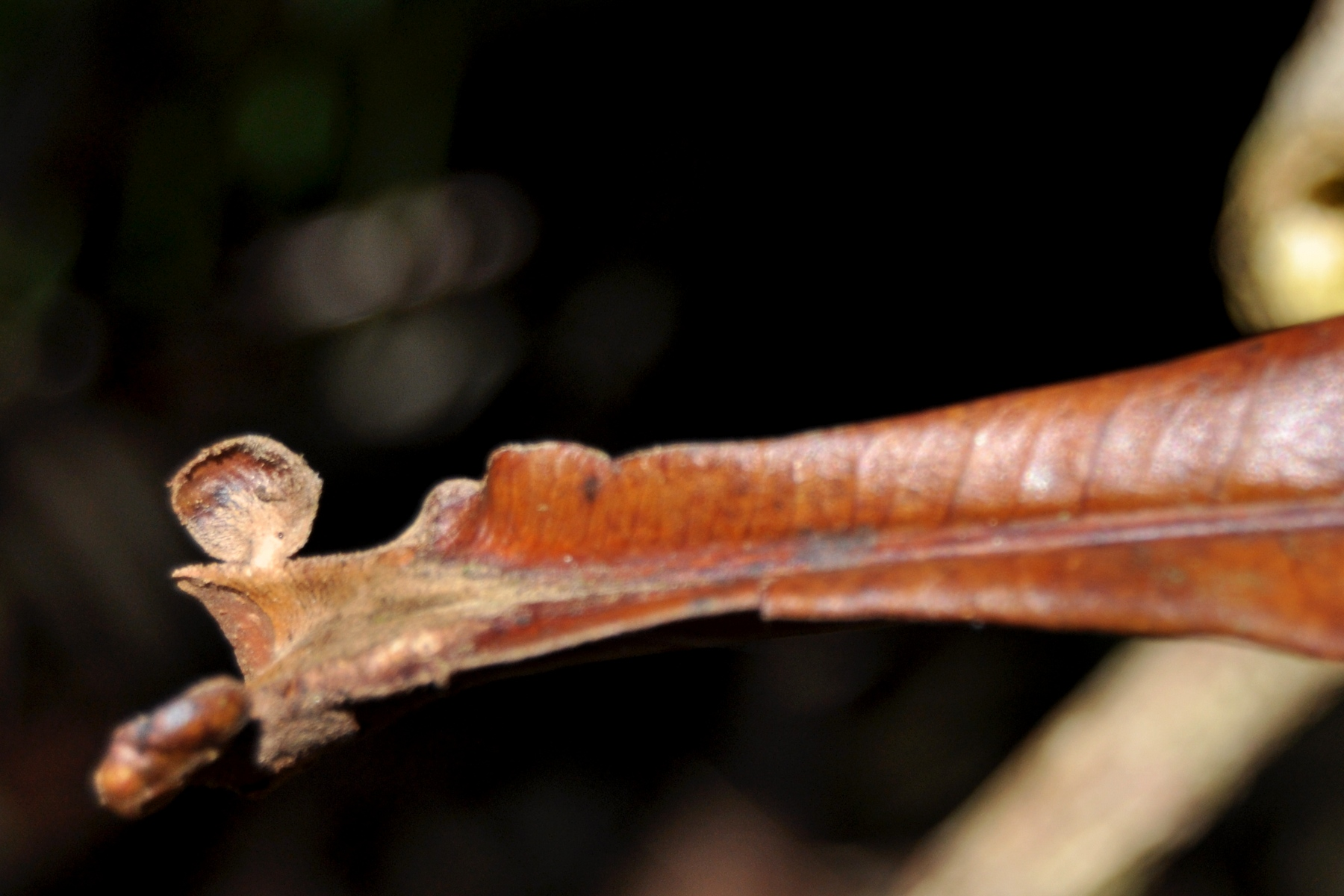
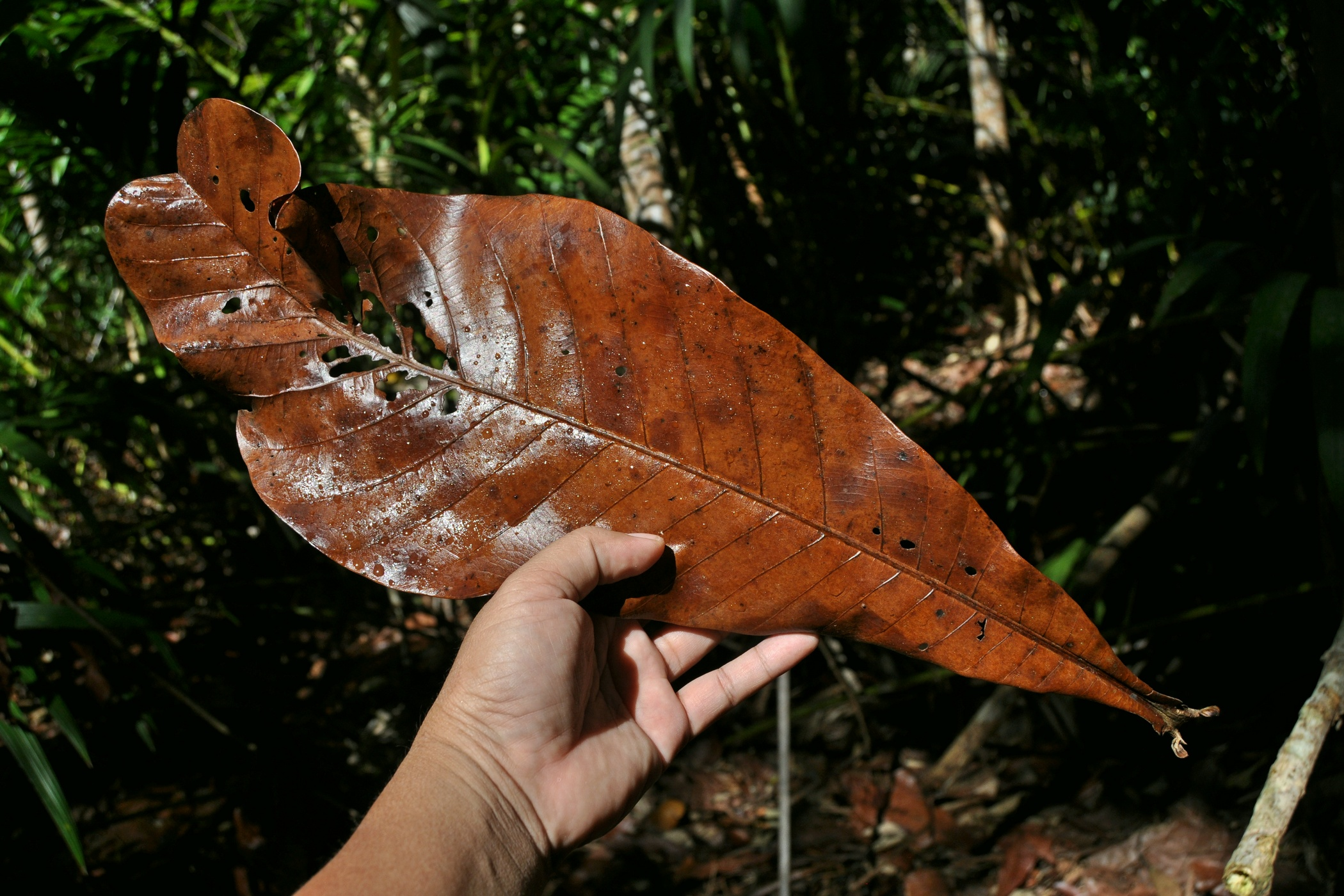
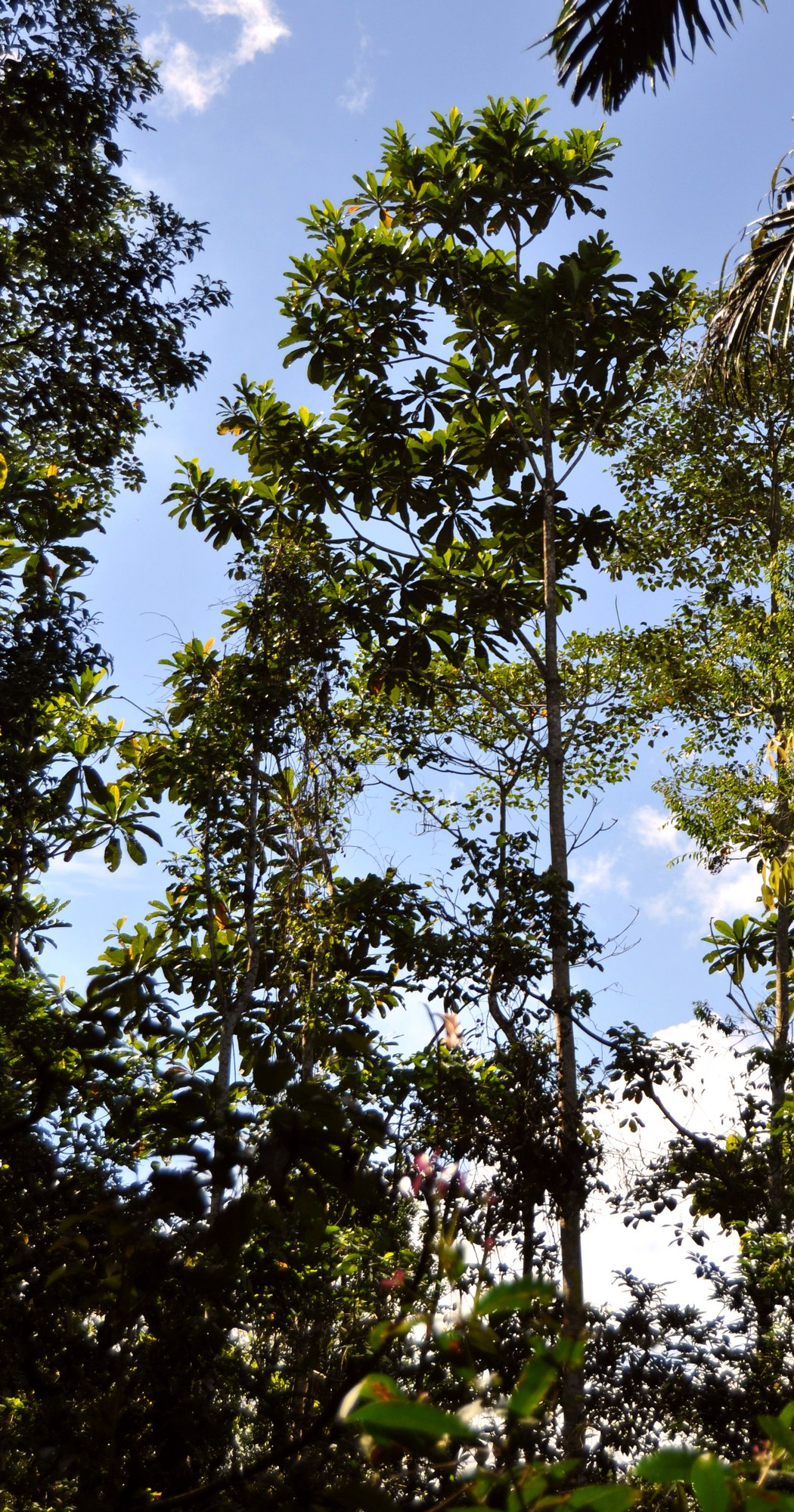
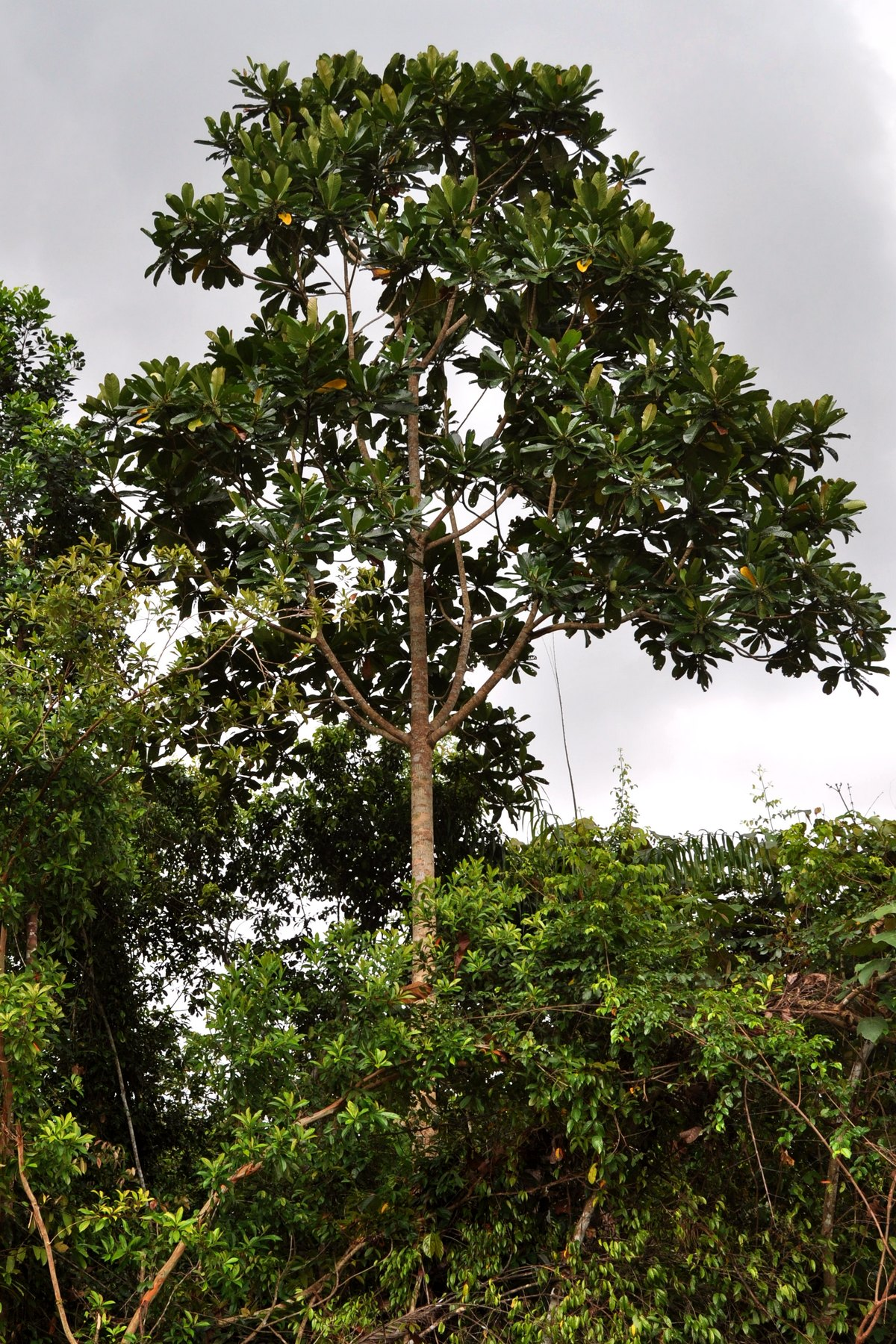